# Phelister
Phelister är ett släkte av skalbaggar. Phelister ingår i familjen stumpbaggar.

## Dottertaxa tillPhelister, i alfabetisk ordning[1]
- Phelister acoposternus
- Phelister aduncus
- Phelister affinis
- Phelister alticola
- Phelister amplistrius
- Phelister balzanii
- Phelister bipulvinatus
- Phelister bistriatus
- Phelister blairi
- Phelister bolivianus
- Phelister bovinus
- Phelister brevis
- Phelister brevistriatus
- Phelister brevistrius
- Phelister bruchi
- Phelister canalis
- Phelister carinifrons
- Phelister carinistrius
- Phelister carinullus
- Phelister chapadae
- Phelister chilicola
- Phelister colombiae
- Phelister completus
- Phelister condor
- Phelister daugar
- Phelister degallieri
- Phelister desbordesi
- Phelister eginkola
- Phelister erraticus
- Phelister finitimus
- Phelister flectohumerale
- Phelister foveicollis
- Phelister fractistrius
- Phelister fulvulus
- Phelister gebieni
- Phelister geijskesi
- Phelister geometricus
- Phelister gibbulus
- Phelister globiformis
- Phelister gracilis
- Phelister haemorrhous
- Phelister hamistrius
- Phelister impunctipennis
- Phelister insolitus
- Phelister interpunctatus
- Phelister interrogans
- Phelister interruptus
- Phelister latus
- Phelister luculentus
- Phelister miramon
- Phelister mobilensis
- Phelister muscicapa
- Phelister nanus
- Phelister nidicola
- Phelister notandus
- Phelister panamensis
- Phelister parallelisternus
- Phelister petro
- Phelister plicatus
- Phelister plicicollis
- Phelister praecox
- Phelister praedatorius
- Phelister pulvis
- Phelister pumilus
- Phelister puncticollis
- Phelister purgamenticolus
- Phelister pusillus
- Phelister pusio
- Phelister pusioides
- Phelister pygmaeus
- Phelister rectisternus
- Phelister riehli
- Phelister rouzeti
- Phelister rubens
- Phelister rubicundus
- Phelister rubidus
- Phelister rufinotus
- Phelister ruptistrius
- Phelister salobrus
- Phelister sanguinipennis
- Phelister sculpturatus
- Phelister severus
- Phelister simoni
- Phelister simus
- Phelister stercoricola
- Phelister striatinotus
- Phelister subgibbosus
- Phelister subrotundus
- Phelister teapensis
- Phelister testudo
- Phelister thiemei
- Phelister tremolerasi
- Phelister trigonisternus
- Phelister tristriatus
- Phelister uncistrius
- Phelister weberi
- Phelister vernus
- Phelister vibius
- Phelister wickhami
- Phelister williamsi